# Heartworms
Heartworms ist das fünfte Studioalbum der US-amerikanischen Indie-Band The Shins. Es erschien am 10. März 2017 bei Columbia Records.

## Entstehung und Veröffentlichung
Erstmals produzierte Frontmann James Mercer ein Album der Band selbst. Eine Ausnahme bildete So Now What, das vom damaligen Bandmitglied Richard Swift bereits 2014 produziert wurde und zum Soundtrack von Zach Braffs Filmkomödie Wish I Was Here gehörte. Mercer schrieb zudem alle Songs, auch So Now What, selbst. Am 26. Oktober 2016 wurde mit Dead Alive die erste Single veröffentlicht. Die zweite Singleauskopplung, Name for You, folgte am 5. Januar 2017. Das Album selbst erschien zum 10. März 2017. Weitere Singleauskopplungen folgten mit Half a Million am 13. Juni 2017 und Cherry Hearts am 31. Oktober 2017.

## Titelliste
| #   | Titel           | Länge |
| --- | --------------- | ----- |
| 1.  | Name for You    | 3:09  |
| 2.  | Painting a Hole | 4:44  |
| 3.  | Cherry Hearts   | 3:33  |
| 4.  | Fantasy Island  | 4:46  |
| 5.  | Mildenhall      | 3:19  |
| 6.  | Rubber Ballz    | 3:17  |
| 7.  | Half a Million  | 3:23  |
| 8.  | Dead Alive      | 3:34  |
| 9.  | Heartworms      | 2:56  |
| 10. | So Now What     | 3:38  |
| 11. | The Fear        | 5:25  |

## Rezeption
Von Kritikern erhielt das Album überwiegend positive Bewertungen. So erzielt Heartworms auf Metacritic eine Wertung von 73 %.
Jeremias Heppeler von laut.de hält das Album zwar für gut, bemängelt allerdings die fehlende Weiterentwicklung. Heather Phares attestiert Heartworms jedoch, die bisher größte musikalische Bandbreite unter den Werken James Mercers zu besitzen und vergibt auf allmusic.com 3,5 von 5 Sternen. Auch Evan Rytlewski von Pitchfork Media sieht in dem Album eine Bestätigung der Erfolge der ersten Shins-Alben. Mercer sei nach wie vor in der Lage, ein Lied zu schreiben, das hängen bleibt.

## Erfolge
In den Albumcharts erreichte das Album u. a. in den Vereinigten Staaten Platz 20 in den Billboard 200 und in Großbritannien Platz 19. In den deutschsprachigen Ländern waren die höchsten Notierungen in Deutschland Platz 61, in Österreich Platz 52 und in der Schweiz Platz 44.